# أرنولد جاكوبس
أرنولد جاكوبس (12 نوفمبر 1892 في الأرجنتين - 9 أغسطس 1974) (بالإسبانية: Arnold Jacobs)‏ هو لاعب كريكت أرجنتيني. شارك مع منتخب الأرجنتين الوطني للكريكت.